# Ленце дела Корте-Сераденцита (Авелино)
Ленце дела Корте-Сераденцита је насеље у Италији у округу Авелино, региону Кампанија.
Према процени из 2011. у насељу је живело 105 становника. Насеље се налази на надморској висини од 424 м.